# Olapa tavetensis
Olapa tavetensis är en fjärilsart som beskrevs av Holland 1892. Olapa tavetensis ingår i släktet Olapa och familjen tofsspinnare. Inga underarter finns listade i Catalogue of Life.